# Samuel Anum Okai
Samuel Anum Okai (6 giugno 1936) è un ex calciatore ghanese.

## Carriera
Partecipò alle Olimpiadi del 1964.